# Regeringens Sikkerhedsudvalg
Regeringens Sikkerhedsudvalg er et særligt udvalg, der er en del af regeringens sikkerhedsorganisation. Udvalget består af statsministeren, der er formand samt udenrigsministeren, justitsministeren og forsvarsministeren. Øvrige ministre deltager efter behov. Lederne af efterretningstjenesterne, PET og Forsvarets Efterretningstjeneste deltager desuden i møderne, ligesom enkelte embedsmænd gør det. Udvalget blev etableret i 1958.
Udvalget mødes efter behov og drøfter følsomme og principielle spørgsmål om bl.a. Danmarks sikkerheds- og udenrigspolitiske forhold. Under Den Kolde Krig disktuerede udvalget bl.a. spionsager og udvisning af diplomater. 